# キャリア こぎつね きんのもり
『キャリア こぎつね きんのもり』は、石井まゆみによる日本の漫画作品。
集英社の『YOUNG YOU』にて、2004年3月号から2005年11月号まで連載され、同誌の休刊後は『コーラス』に移り、2006年1月号から2007年2月号まで連載された。続編『キャリア こぎつね きんのまち』の連載が同じく『コーラス』にて、2008年9月号から2011年11・12月合併号まで連載された。単行本は、『きんのもり』が全5巻、『きんのまち』が全6巻。
作品名について、作者は「韻を踏んだりする言葉遊びのようなタイトルが好きなので、テーマを並べ、”か行”でまとめてみました!!」と説明している。

## あらすじ
キャリア こぎつね きんのもり
ホテルで働くキャリアウーマンの條辺早歩の元を、一族の顧問弁護士を務める十川が訪れ、「3カ月間、この童子（わらし）様を預かってほしい」と依頼する。
人形だと思っていたその童子は、條辺家の直系の血を引く少女・緋和子で、ある理由から狐の面を被り、一切口を利かなくなっていた子だった。
仕事一筋だった早歩は、緋和子と日々を過ごすうちに変化していく。
キャリア こぎつね きんのまち
喋れるようになり、人前でも面を外せるようになった緋和子と早歩のその後の物語。
緋和子の小学校入学のことを考えなければいけない時期になった早歩。自宅近くの公立にしようと思っていた早歩だが、周りに勧められて私立小学校への進学を視野に入れ始める。名門私立の受験に片親だと不利だと言われ、十川に婚約者の振りをしてもらおうとする。

## 登場人物
條辺 早歩（じょうべ さほ）
ホテル・ハリントンコート顧客サービス部主任。結婚や温かい家庭よりも仕事を選ぶキャリアウーマン。恋愛は仕事の二の次。
童子と暮らすようになってから、仕事で怒ることが少なくなり、物腰が柔らかくなった。母は既に他界。
童子の父親と早歩の母親ははとこに当たる。
童子（わらし）
本名は條辺 緋和子（じょうべ ひわこ）。條辺本家の当主・綾子の曾孫。両親を事故で亡くし、1人だけ助けられた。その事故以来、狐のお面を被り、一切口を利かなくなった。
緋和子という名前は元々都子・綾子姉妹の母の名前。
自分の口から幼名を言うか、自分でお面を外した人、つまり緋和子が心を開いた人は後見人になることができ、後見人は養育費として遺産の一部・約2億円を託される。
早歩の元に預けられるようになってからは、毎日職場に連れていかれ、早歩の同僚や上司の室長に「童子ちゃん」と可愛がられる。
十川 七生（とがわ ななお）
條辺家の顧問弁護士。緋和子の適切な後見人を探している。
弁護士としてでなく早歩のことを気にかけるようになるが、恋愛に鈍感な早歩には伝わらない。母親が緋和子のことを気に入っており、早歩と結婚すればいいと言われている。
條辺 綾子（じょうべ あやこ）
條辺家の当主だった女性。故人。大切な孫息子・邦也（いくなり）を奪った緋和子を許せず、ひどい仕打ちをしてしまった。
早歩の曾祖母・都子（みやこ）の妹。都子は病弱だったため当主となった。條辺家は「條辺」の名を持つ限り、海外に永住しても最低限の暮らしが保証される家柄。
鳴海 貴里江（なるみ きりえ）
緋和子の母・沙和子の妹。
葉瀬 千代（はせ ちよ）
ハリントンコートの長期滞在者。上品な婦人。童子を可愛がることに関して、須藤とはライバルのような関係に。
須藤（すどう）
ハリトンコートの長期滞在者。有名な推理作家。童子を可愛がることに関して、葉瀬とはライバルのような関係に。
恵理（えり）
早歩の同僚。早歩と十川が一緒になれば良いと思っている。
矢野 えま（やの えま）
ホテルのキッズルームで知り合った少女。両親が離婚協議のためにホテルを利用していた。非常にしっかりしたませた子である。多少一方的ではあったが、童子と仲が良かった。私立小学校に進学する。
勝田 時速（かつた ときはや）
続編からの登場。ホテルのキッズルームで童子にちょっかいを出してくる男の子。通称・トーハ。母親はホテル従業員。

## 書誌情報
- 石井まゆみ 『キャリア こぎつね きんのもり』
  - 集英社〈クイーンズコミックス〉 全5巻
    1. 2004年10月19日発売、ISBN 978-4-08-865241-2
    2. 2005年06月17日発売、ISBN 978-4-08-865287-0
    3. 2005年10月18日発売、ISBN 978-4-08-865314-3
    4. 2006年06月19日発売、ISBN 978-4-08-865349-5
    5. 2007年02月19日発売、ISBN 978-4-08-865389-1
      - 作者の代表作「ロッカーのハナコさん」と童子のコラボレーション作品である特別番外編「contact-hanako」（『コーラス』2006年8月号掲載）および「新ロッカーのハナコさん -童子編-」（『別冊コーラス』2006年Summer掲載）を収録

  - 集英社〈集英社文庫（コミック版）〉 全3巻
    1. 2012年5月18日発売、ISBN 978-4-08-619351-1
    2. 2012年5月18日発売、ISBN 978-4-08-619352-8
    3. 2012年6月15日発売、ISBN 978-4-08-619353-5
- 石井まゆみ 『キャリア こぎつね きんのまち』 集英社〈クイーンズコミックス〉 全6巻
  1. 2009年02月19日発売、ISBN 978-4-08-865516-1、番外編「キャリア こぎつね きんのもり 出会い編」収録
  2. 2009年08月19日発売、ISBN 978-4-08-865550-5
  3. 2010年04月19日発売、ISBN 978-4-08-865584-0
  4. 2010年11月19日発売、ISBN 978-4-08-865602-1
  5. 2011年08月19日発売、ISBN 978-4-08-865638-0
  6. 2011年11月18日発売、ISBN 978-4-08-865650-2